# Schistocerca obscura
Schistocerca obscura är en insektsart som först beskrevs av Johan Christian Fabricius 1798.  Schistocerca obscura ingår i släktet Schistocerca och familjen gräshoppor. Inga underarter finns listade i Catalogue of Life.